# 頻閃觀測器

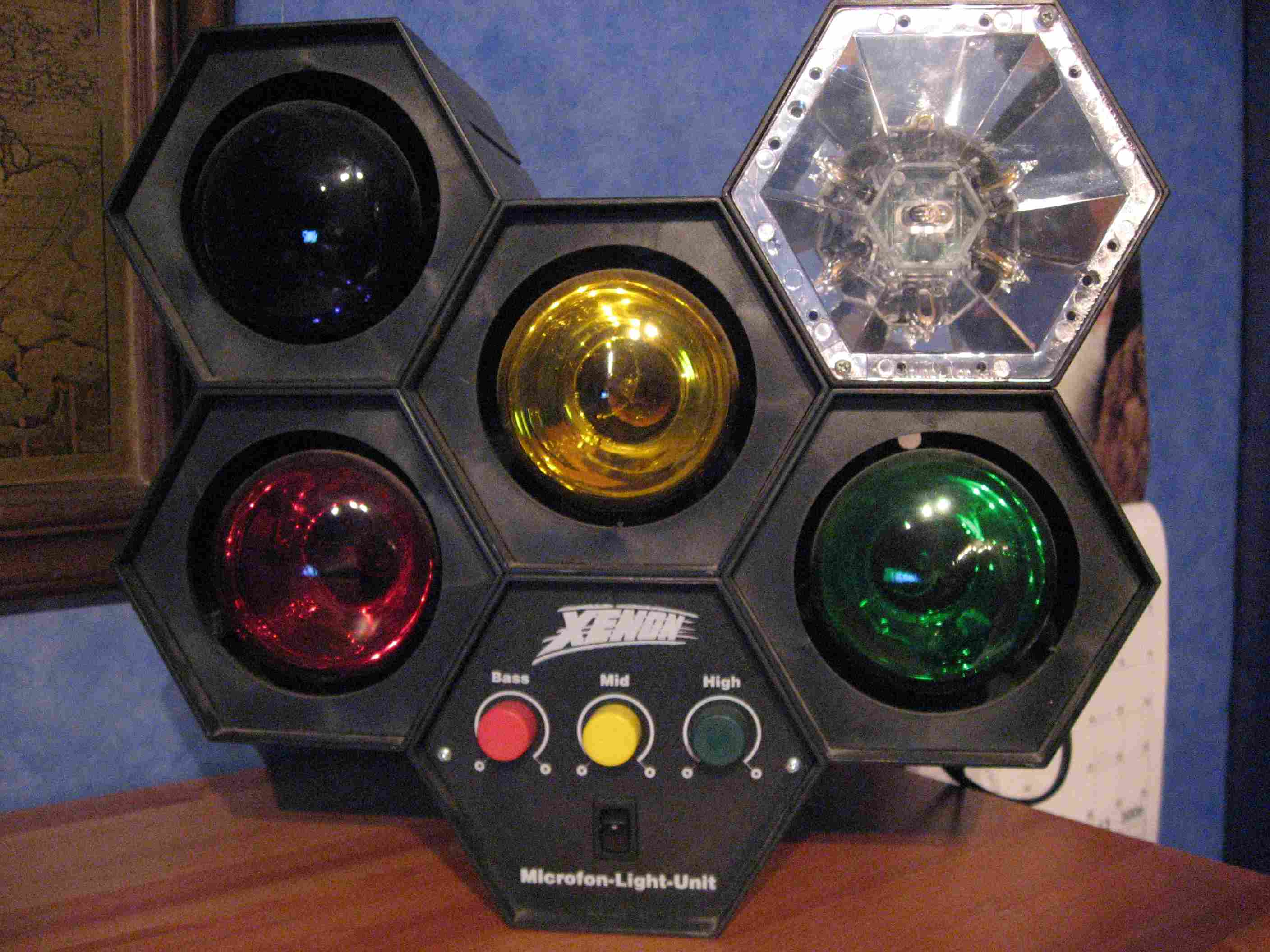
頻閃觀測器

頻閃觀測器（Stroboscope），又稱同步定時儀，可測量反覆運動所需的時間。
頻閃觀測器是一個可以轉動的圓盤，圓盤上有狹縫，能發出脈衝光。頻閃觀測器大多用來量度水波、腦波的頻率。